# Terratrèmols de l'Ebre de 2013
Els terratrèmols de l'Ebre de 2013 foren una sèrie de diversos centenars de sismes, la majoria d'ells d'escassa magnitud i imperceptibles, que es van produir entre setembre i octubre de 2013 al sud de Catalunya i nord del País Valencià.

## Antecedents
L'abril de 2012 es produí un terratrèmol de 3,1 en l'escala de Richter als voltants de la plataforma d'injecció del Projecte Castor. Fou qualificat com a "normal" per l'Observatori de l'Ebre.

## Els terratrèmols
Des de mitjans de setembre de 2013 es produïren diversos centenars de sismes, la majoria d'ells d'escassa magnitud i imperceptibles, a la zona on el projecte Castor estava injectant gas. Malgrat això, l'1 d'octubre tingué lloc un terratrèmol de 4,2 a l'escala de Richter, causant alarma a les poblacions pròximes on es percebé (en Alcanar, Benicarló, Cervera del Maestrat, Càlig, Peníscola, Sant Carles de la Ràpita i Vinaròs fou sentit amb una intensitat de grau III). Els treballs d'injecció de gas foren paralitzats el 16 de setembre després dels primers tremolors i l'empresa Escal UGS reconegué que els terratrèmols podien estar vinculats al projecte Castor, però que el normal hagués estat que el tipus d'activitats generades provoquessin microsismes de magnitud 1 o 2,6.
El 2014 un informe de l'Institut Geològic i Miner d'Espanya va constatar que les operacions d'injecció de gas van ser les responsables d'aquests terratrèmols.

## Paralització de les activitats
El 4 d'octubre de 2013 la Guàrdia Civil investigà in situ el cessament de l'activitat a instàncies de la Fiscalia de Castelló, i l'empresa concessionària va cobrar 1.350 milions d'euros com a indemnització en novembre de 2014.